# Bernard Bellefroid
Pour les articles homonymes, voir Bellefroid.
 (octobre 2013).
Si vous disposez d'ouvrages ou d'articles de référence ou si vous connaissez des sites web de qualité traitant du thème abordé ici, merci de compléter l'article en donnant les références utiles à sa vérifiabilité et en les liant à la section « Notes et références ».
Bernard Bellefroid est un réalisateur belge né à Liège le 17 octobre 1978.
Il fait des études de réalisation à l'INSAS et est lauréat de la Fondation belge de la vocation en 2003.
En 2003 également, il remporte le Grand Prix de la Communauté française Fureur de Lire, pour sa nouvelle littéraire Ibuka Muzungu souviens-toi, le prédateur blanc. Celle-ci a été éditée dans un recueil collectif aux Éditions Luce Wilquin.

## Filmographie

### Longs métrages
- 2009 : La Régate Prix du Jury junior et Prix du public au Festival international du film francophone de Namur 200, et Prix du Publis à la 22e édition du Festival Premiers Plans d'Angers.
- 2014 : Melody Prix du public Long métrage de fiction au Festival international du film francophone de Namur 2014, Prix Cinevox pour un long métrage belge au Festival international du film francophone de Namur 2014, Prix d'interprétation féminine pour Rachael Blake et Lucie Debay, Mention Spéciale du jury œcuménique au Festival des films du monde - Montréal 2014. Sélection : Festival International du Film de Rotterdam (IFFR)

### Courts-métrages
- 2001 : Fiona
- 2002 : Quand on est mort, on ne respire plus  Sélections : Festival Premiers Plans Angers, Festival International Febiofest, Festival International des Écoles de cinéma de Mexico

### Documentaires
- 2000 : Nous sommes au monde
- 2005 : Rwanda, les collines parlent, Grand prix du Festival Vues d'Afrique 2006, Bayard d'or du Festival international du film francophone de Namur 2006, Grand prix du Documentaire du Festival Docville de Leuven, Grand prix du Festival International du Film indépendant de Osnabrück 2006, Prix du Conseil Général du Festival du Film Européen de Vannes, Grand prix Documentaire Festival International Cinéfleuve
- 2007 : Pourquoi on ne peut pas se voir dehors quand il fait beau

### Radio
- 1998 : Sèche tes larmes, c'est que la guerre (21 minutes) Prix du Public du festival de création sonore et radiophonique (Belgique)